# Rotterdam School of Management, Erasmus University

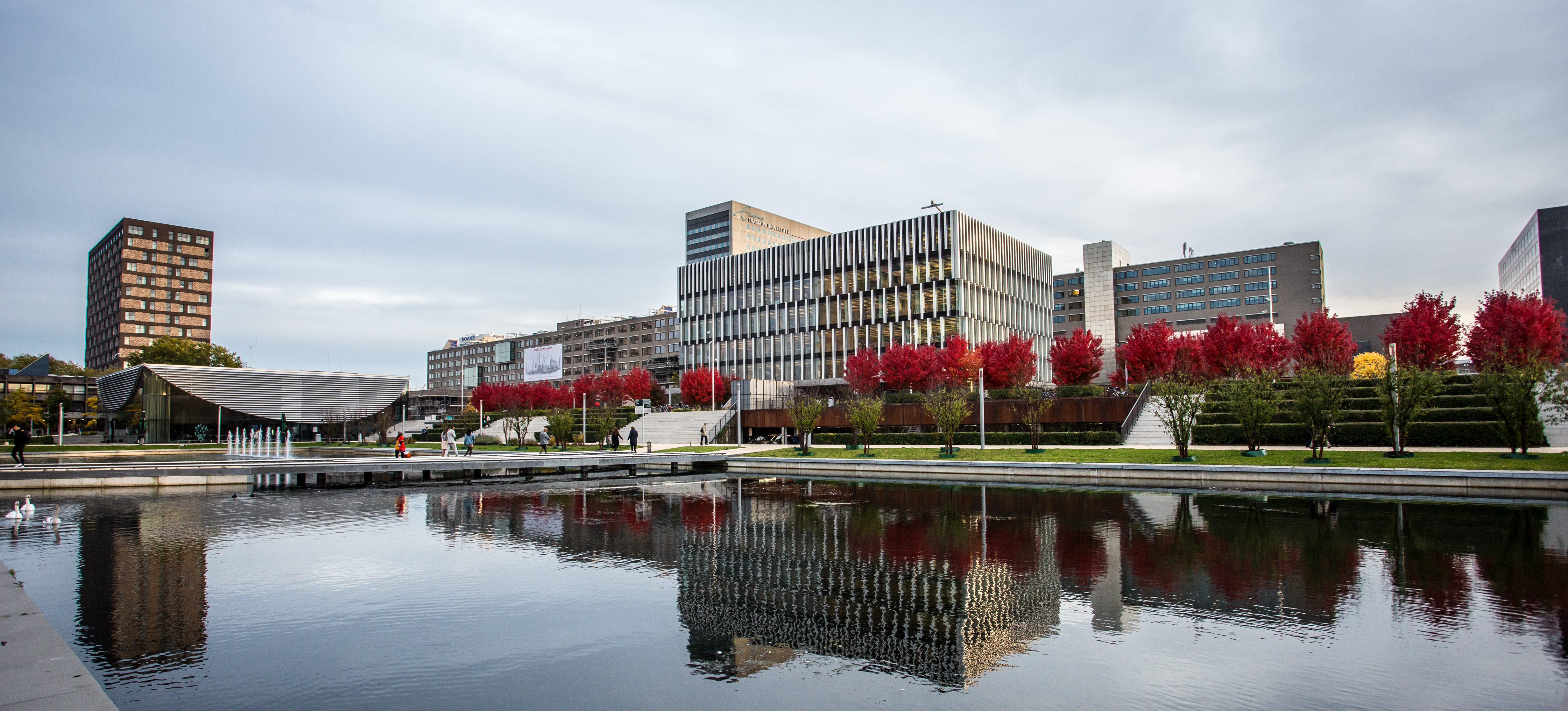
Heutiger Campus der Universität mit den Gebäuden der RSM

Die Rotterdam School of Management, Erasmus University (kurz RSM) ist die wirtschaftswissenschaftliche Fakultät der Erasmus-Universität Rotterdam in den Niederlanden. Es werden verschiedene, meist englischsprachige Bachelor- und Masterstudiengänge sowie Doktorandenprogramme, MBAs bzw. Executive MBAs angeboten.
Die RSM zählt in vielen internationalen Rankings zu den besten Wirtschafts- und Managementhochschulen Europas und der Welt. Unter anderem wird sie von der Financial Times auf Rang 8 in Europa und im QS World University Ranking auf Rang 15 weltweit platziert. Darüber hinaus besitzt die Rotterdam School of Management die sogenannte „Triple Crown Accreditation“ durch AACSB, AMBA und EQUIS, die nur von 1 % aller Business Schools weltweit gehalten wird.
Die 15 häufigsten Arbeitgeber von RSM-Master-Absolventen waren laut des MSc Employment Reports 2017 Deloitte, KPMG, Ernst & Young, Accenture, PricewaterhouseCoopers, ING, McKinsey & Company, Capgemini, AkzoNobel, Google Inc., Bol.com, KPN, Rabobank und Salesforce.com.

## Geschichte

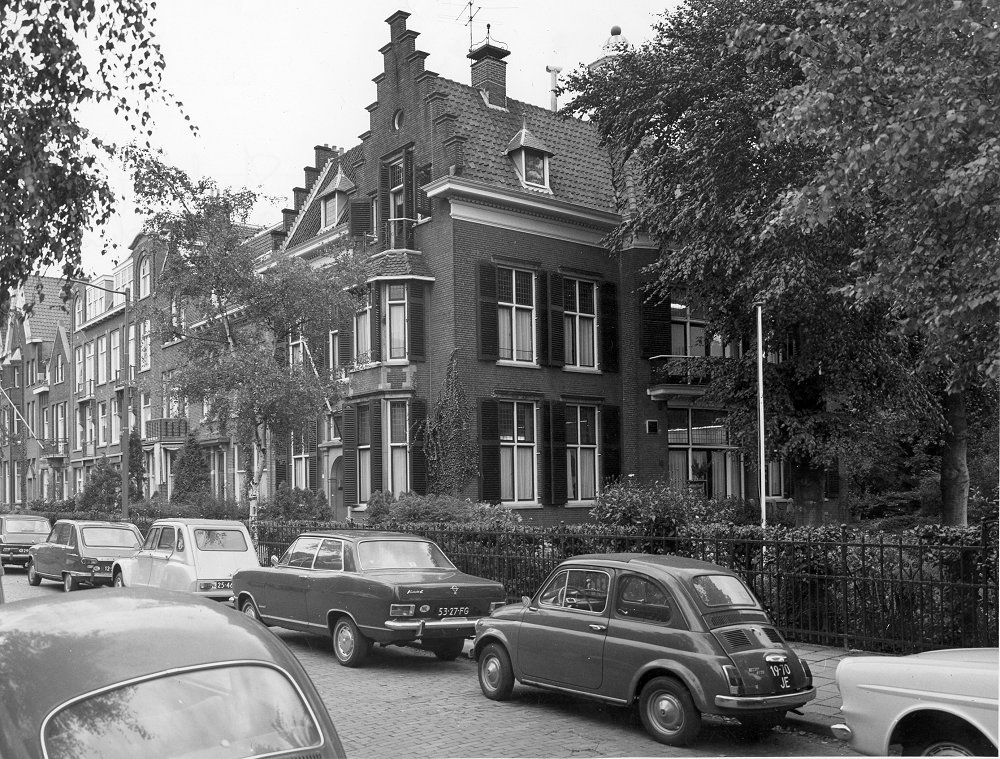
Historisches Universitätsgebäude der RSM in Kralingen-Crooswijk

Die Gründung der Schule als Interfaculteit Bedrijfskunde erfolgte im Jahr 1969 als Gemeinschaftsprojekt der Technischen Universität Delft und der Netherlands School of Economics, mit Unterstützung der von Firmen wie Royal Dutch Shell, Unilever und ABN Amro getragenen Foundation for Business Administration. Im Jahr 1970 begann die erste Gruppe von 30 Studenten ihr Studium an der Hochschule, die sich im Rotterdamer Stadtteil Kralingen-Crooswijk befand. Nur zwei Jahre später, im Jahr 1972, verlegte die Schule ihren Sitz nach Delft, wo sie in Interuniversitaire Interfaculteit Bedrijfskunde umbenannt wurde.
Nach zwölf Jahren in Delft zog die Schule im Jahr 1984 zurück nach Rotterdam, wo sie in die seit 1973 bestehende Erasmus Universiteit Rotterdam eingegliedert wurde. Die Gründung des ersten Vollzeit-MBAs (Master of Business Administration) erfolgte 1985. 1986 wurde die Schule offiziell in Faculteit Bedrijfskunde / Rotterdam School of Management umbenannt. Ihren heutigen Namen, Rotterdam School of Management, Erasmus University, erhielt die Schule 2008. Mit mehr als 80 vertretenen Nationalitäten ist die RSM international geprägt. Neben ihrem Hauptsitz in Rotterdam verfügt die Schule auch über eine Zweigstelle in Chengdu, China, von der aus Teile des Alumni-Netzwerkes sowie regionale Aktivitäten gesteuert werden.
An der Hochschule sind etwa 6.000 Studenten in den verschiedenen Bachelor- und Masterstudiengängen eingeschrieben. Insgesamt ergibt sich mit den MBA- und Executive Programmen eine Studentenanzahl von mehr als 8.600. Das Alumni-Netzwerk der RSM umfasst etwa 34.000 Alumni, verteilt auf 110 Länder.

## Campus

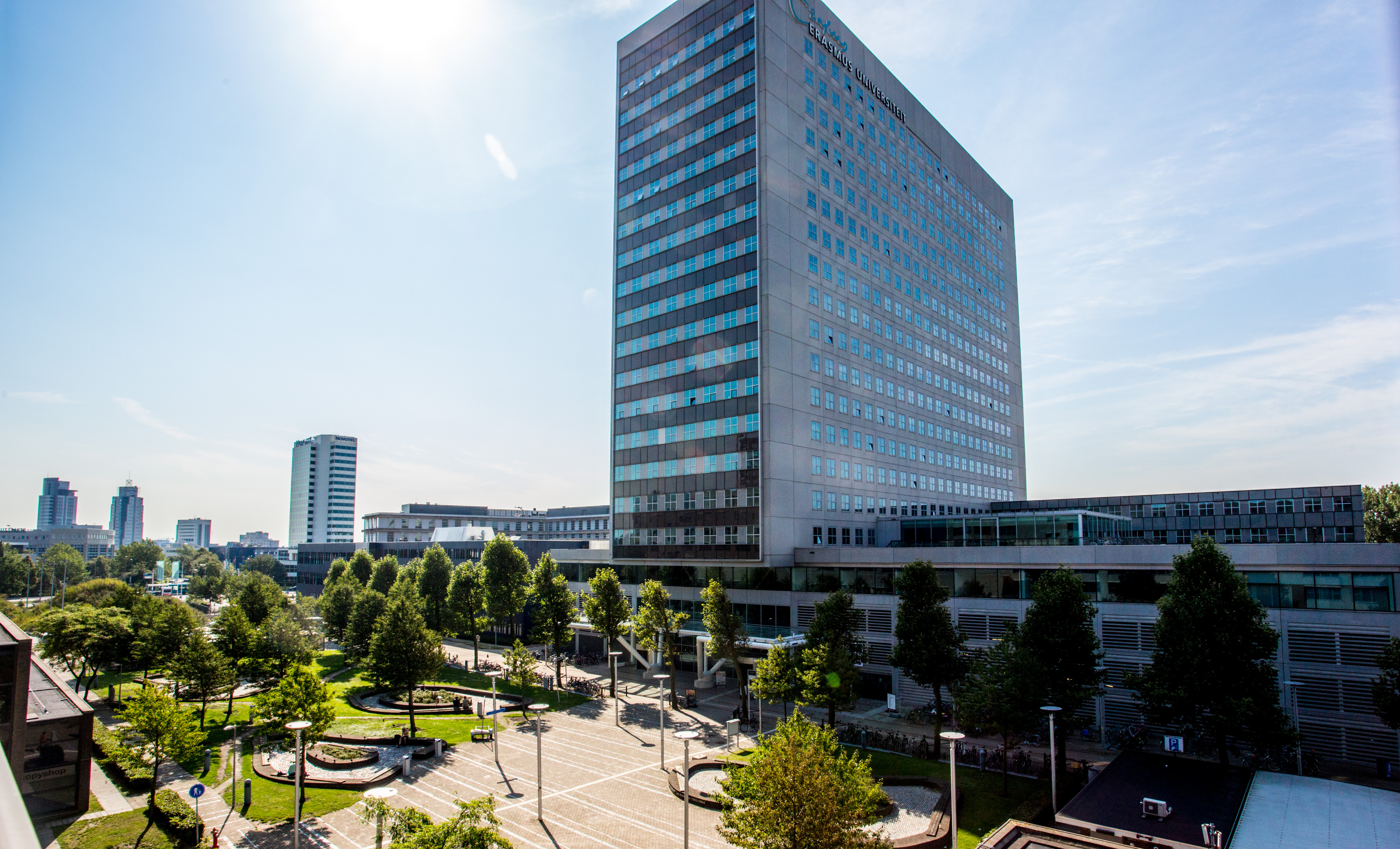
Hauptgebäude der RSM

Die Gebäude der Rotterdam School of Management befinden sich auf dem Woudestein Campus der Erasmus-Universität Rotterdam im Rotterdamer Stadtteil Kralingen-Crooswijk. Auf dem Campusgelände finden umfassende Renovierungs- und Modernisierungsmaßnahmen statt, mit dem Ziel, einen zukunftsfesten und umweltfreundlichen Campus zu realisieren. Hierzu werden sowohl bestehende Gebäude saniert, als auch neue Gebäude errichtet, so zum Beispiel zwei Studentenwohnheime sowie zwei Multifunktionsgebäude.

## Rankings
Weltweit ist die Rotterdam School of Management wie folgt in Rankings platziert:
| Globales Ranking                                             | Programm | 2012 | 2013 | 2014 | 2015 | 2016 | 2017 |
| ------------------------------------------------------------ | -------- | ---- | ---- | ---- | ---- | ---- | ---- |
| FT Full-time MBA Ranking                                     | MBA      | 30   | 33   | 39   | 45   | 42   | 31   |
| FT Executive MBA Ranking                                     | EMBA     | 41   | 48   | 61   | 60   | 54   | 51   |
| FT Executive MBA Ranking                                     | OneMBA   | 24   | 27   | 38   | 24   | 29   | 35   |
| FT Executive Education Ranking                               | Exec. Ed | 51   | 56   | 72   | 68   | 65   | 66   |
| FT MSc Ranking                                               | MSc      | 7    | 5    | 8    | 5    | 5    | 11   |
| QS World University Rankings (Business & Management Studies) | Alle     | n/a  | n/a  | n/a  | 17   | 21   | 29   |

In Europa ist die RSM wie folgt platziert:
| Europäisches Ranking                | Programm | 2012 | 2013 | 2014 | 2015 | 2016 | 2017 |
| ----------------------------------- | -------- | ---- | ---- | ---- | ---- | ---- | ---- |
| FT Full-time MBA Ranking            | MBA      | 10   | 12   | 12   | 16   | 16   | 11   |
| FT Executive MBA Ranking            | EMBA     | 19   | 24   | 27   | 29   | 27   | 26   |
| FT Executive MBA Ranking            | OneMBA   | 19   | 15   | 18   | 18   | 16   | 19   |
| FT Executive Education Ranking      | Exec. Ed | 24   | 25   | 32   | 30   | 29   | 36   |
| FT MSc Ranking                      | MSc      | 7    | 5    | 8    | 5    | 5    | 11   |
| FT European Business School Ranking | Alle     | 9    | 10   | 11   | 13   | 10   | 9    |

Innerhalb der Niederlande ist die RSM wie folgt platziert:
| Nationales Ranking                  | Programm | 2012 | 2013 | 2014 | 2015 | 2016 | 2017 |
| ----------------------------------- | -------- | ---- | ---- | ---- | ---- | ---- | ---- |
| Eduniversal Business School Ranking | Alle     | 1    | 1    | 1    | 1    | 1    | 1    |

## Programme

### Bachelorstudiengänge
Die RSM bietet zwei Bachelorstudiengänge an. Das Business Administration (BA) Programm wird auf Niederländisch unterrichtet, während das Schwesterprogramm International Business Administration (IBA) vollständig in englischer Sprache unterrichtet wird. Im Jahr 2017 war das IBA-Programm national mit 2300 Bewerbungen der Studiengang mit den meisten Bewerbungen unter allen Universitäten und Studiengängen in den Niederlanden. Mehr als die Hälfte der Bewerber stammte aus dem Ausland.
- BSc Business Administration / Bedrijfskunde (BA)
- BSc International Business Administration (IBA)[19]

### Masterstudiengänge
- MSc Accounting & Financial Management
- MSc Business Information Management
- MSc Finance & Investments
- MSc Finance & Investments Advanced
- MSc Global Business & Sustainability
- MSc Human Resource Management
- MSc International Management / CEMS
- MSc Management of Innovation
- MSc Marketing Management
- MSc Master in Management
- Research Master in Business and Management
- MSc Organisational Change & Consulting
- MSc Strategic Entrepreneurship
- MSc Strategic Management
- MSc Supply Chain Management[20]

### MBA-Programme
- International Full-time MBA
- Part-time Executive MBA
- Global Executive OneMBA
- Cologne-Rotterdam Executive MBA[21]

### Forschung
- Research Master
- PhD Programme[22]

### Executive Education
- MSc Customs and Supply Chain Compliance
- Parttime MSc Bedrijfskunde (Niederländisch)
- MSc in Maritime Economics & Logistics
- Parttime Executive MSc in Corporate Communication[23]

### Offene Programme
Von der RSM angebotene offene Programme decken die folgenden Themengebiete ab:
- General Management
- Leadership and Personal Effectiveness
- Strategy and Innovation
- Finance and Accounting
- Marketing and Sales
- Technology and Operations
- Corporate Communication
- Women in Business[24]

## Partnerhochschulen
Die RSM unterhält ein Netz von über 100 Partnerschaften mit Universitäten und Business Schools in aller Welt. Die erste Partnerschaft wurde im Jahr 1977 mit der Wharton School der University of Pennsylvania in den USA geschlossen. Jedes Jahr nimmt die Rotterdam School of Management mehr als 400 Austauschstudenten von Partnerhochschulen auf, während etwa ähnlich viele Studenten der Schule einen Austausch an einer Partnerhochschule absolvieren. Das heutige Netzwerk besteht aus folgenden Schulen (Auswahl):
Europa: Wirtschaftsuniversität Wien, Copenhagen Business School, Aalto-Universität, EMLyon, HEC Paris, Universität Mannheim, WHU – Otto Beisheim School of Management, Trinity College Dublin, Università Bocconi, BI Norwegian Business School, ESADE Business School, Stockholm School of Economics, Universität St. Gallen, London School of Economics
Nordamerika: HEC Montréal, McGill University, University of Toronto, Cornell University, University of California, Berkeley, Wharton School
Asien: Peking University, Shanghai Jiao Tong University, University of Hong Kong, Keiō-Universität, Seoul National University, National University of Singapore, Chulalongkorn-Universität
Ozeanien: University of Melbourne, University of New South Wales, University of Sydney, Queensland University of Technology, University of Otago
Afrika: University of Cape Town, University of Pretoria
Lateinamerika: Pontificia Universidad Católica de Chile, Universidad de Belgrano, Universidade Federal do Rio de Janeiro, Instituto Tecnológico Autónomo de México